# إدوين إم. شيبرد
إدوين إم. شيبرد (بالإنجليزية: Edwin M. Shepard)‏ هو ضابط أمريكي، ولد في 16 سبتمبر 1843 في أوسويغو في الولايات المتحدة، وتوفي في 17 أغسطس 1904.